# Gulripschi
Gulripschi (abchasisch Гәылрыԥшь/G˚əlrəpsch, russisch Гулрыпш/Gulrypsch, georgisch გულრიფში) ist eine Stadt in Abchasien.
Gulripschi liegt etwa 12 km südöstlich der abchasischen Hauptstadt Sochumi an der Fernstraße Sochumi–Tiflis und der Hauptstrecke der Abchasischen Eisenbahn. Wenige Kilometer südlich der Stadt, nahe der Ortschaft Dranda, liegt der Flughafen Sochumi-Dranda, der wichtigste Verkehrsflughafen Abchasiens. Gulripschi ist Hauptort der nach ihm benannten Munizipalität Gulripschi. Die Wirtschaft der Stadt am Schwarzen Meer ist hauptsächlich auf Tourismus ausgerichtet.